# Gijs de Vries

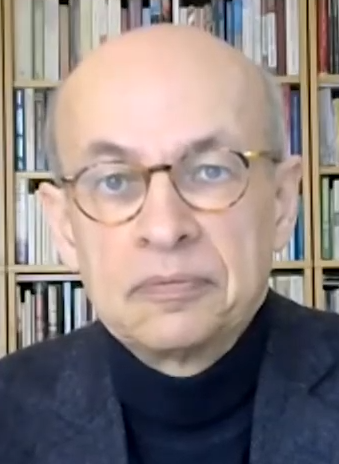
Gijs de Vries (2021)

Gijs de Vries (* 22. Februar 1956 in New York) ist ein niederländischer Politiker, der bis 2010 der Volkspartei für Freiheit und Demokratie (VVD) angehörte. Er war von 1984 bis 1998 Mitglied des Europäischen Parlaments  und von 2004 bis 2007 erster Anti-Terror-Koordinator der Europäischen Union.

## Leben
De Vries war von 1984 bis 1998 Mitglied des Europäischen Parlaments in der Liberalen und Demokratischen Fraktion (LD), deren stellvertretender Vorsitzender er von 1989 bis 1992 war. Zugleich war er Vorsitzender der Parlamentsdelegation für die Beziehungen zu Kanada. Von 1994 bis zu seinem Ausscheiden aus dem Europaparlament war er Fraktionsvorsitzender der Liberaldemokraten.
Von 1998 bis 2002 war de Vries Staatssekretär (Stellvertreter des Ministers) im Innenministerium der Niederlande. Am 25. März 2004 wurde er Anti-Terror-Koordinator der EU. Als solcher arbeitete er unter Javier Solana, dem damaligen Hohen Vertreter für die Gemeinsame Außen- und Sicherheitspolitik, im Bereich der polizeilichen und justiziellen Zusammenarbeit in Strafsachen; diese ist eine der drei Säulen der Europäischen Union. Laut Solana bestand sein Aufgabenbereich im Wesentlichen aus der Rationalisierung, Organisation und Koordination der Anti-Terror-Maßnahmen der Europäischen Union und ihrer Mitglieder. Seine Amtszeit endete im März 2007.
Von 2008 bis 2011 gehörte de Vries der Algemene Rekenkamer, dem Rechnungshof der Niederlande, an. Aufgrund der Zusammenarbeit seiner Partei mit der rechtsradikalen Partij voor de Vrijheid (PVV) nach der Parlamentswahl in den Niederlanden 2010 verließ de Vries die VVD und wurde stattdessen Mitglied der Democraten 66. Von Anfang 2011 bis Anfang 2014 war er Mitglied des Europäischen Rechnungshofs.

## Ämter
| Vorgänger | Amt                                      | Nachfolger         |
| --------- | ---------------------------------------- | ------------------ |
| Kein      | Anti-Terror-Koordinator der EU 2004–2007 | Gilles de Kerchove |